# Liste der Stolpersteine in Ahrensburg
Die Liste der Stolpersteine in Ahrensburg enthält alle Stolpersteine, die im Rahmen des gleichnamigen Kunst-Projekts von Gunter Demnig in Ahrensburg verlegt wurden. Mit ihnen soll an Opfer des Nationalsozialismus erinnert werden, die in Ahrensburg lebten und wirkten.

## Liste der Stolpersteine
Die Tabelle ist teilweise sortierbar; die Grundsortierung erfolgt alphabetisch nach dem Familiennamen des Opfers.
| Stolperstein | Inschrift | Standort                    | Name, Leben                 |
| ------------ | --- | --------------------------- | --------------------------- |
|              | HIER WOHNTE MAGNUS LEHMANN JG. 1885 DEPORTIERT 1941 MINSK ERMORDET                                                              | Große Straße 42 (Lage)      | Magnus Lehmann              |
|              | HIER WOHNTE ANNELIESE OELTE JG. 1934 ERMORDET 1945 HEILANSTALT STEINHOF WIEN                                                    | Ernst-Ziese-Straße 2 (Lage) | Anneliese Oelte             |
|              | HIER WOHNTE DORLE RATH JG. 1921 MIT HILFE ÜBERLEBT                                                                              | Waldstraße 8 (Lage)         | Dorle Rath                  |
|              | HIER WOHNTE FRITZ ULRICH RATH JG. 1919 FLUCHT 1939 CELEBES NIEDERLÄNDISCH-INDIEN INTERNIERT 6,5 JAHRE ALS FEINDLICHER AUSLÄNDER | Waldstraße 8 (Lage)         | Fritz Ulrich Rath           |
|              | HIER WOHNTE UND ARBEITETE DR. HUGO RATH JG. 1876 GEDEMÜTIGT / ENTRECHTET TOT 1.10.1940                                          | Waldstraße 8 (Lage)         | Hugo Rath                   |
|              | HIER WOHNTE VERONIKA RATH GEB. TILLMANN JG. 1883 GEDEMÜTIGT / ENTRECHTET FLUCHT IN DEN TOD 27.8.1938                            | Waldstraße 8 (Lage)         | Veronika Rath geb. Tillmann |

## Verlegedaten
Die Stolpersteine in Ahrensburg wurden von Gunter Demnig an folgenden Tagen verlegt:
- 19. Mai 2003: Ernst-Ziese-Straße 2
- 27. November 2009: Große Straße 42
- 22. April 2016: Waldstraße 8[2][3]